# Финкельштейн, Зиновий Исаакович
Зиновий Исаакович Финкельштейн (1910 — 1989) — российский музыкальный педагог. Заслуженный работник культуры РСФСР (1979).
Окончил музыкальный техникум имени Гнесиных (1934) по классу фортепиано, преподавал с 1932 года. В 1940—1941 гг. инспектор музыкальных учебных заведений Главного управления учебных заведений Комитета по делам искусств. В 1941—1945 гг. на военной службе.
С 1944 года вместе с Еленой Гнесиной занимался подготовкой к созданию средней (семилетней) музыкальной школы Гнесиных, в 1946—1952 гг. её первый директор. В 1953 году экстерном получил диплом Музыкально-педагогического института имени Гнесиных. Вновь вернулся к руководству школой Гнесиных в 1956 году и возглавлял её до конца жизни. Вёл класс камерного ансамбля и оркестровый класс. «Он вникал во все подробности жизни каждого ученика и при необходимости приходил на помощь», — вспоминала одна из учениц школы.
Автор многочисленных обработок классического репертуара для учащихся музыкальных школ: «Сборник произведений И. С. Баха и Г. Ф. Генделя» (1956), «Сборник произведений для хора в сопровождении струнного оркестра» (1963) и др.